# Zračna luka Robert L. Bradshaw
Zračna luka Robert L. Bradshaw je međunarodna zračna luka koja se nalazi sjeveroistočno od grada Basseterre na otoku sv. Kristofor u otočnoj državi Sveti Kristofor i Nevis. Nazvana je po prvom premijeru te države, Robertu Llewellynu Bradshawu.
Glavna renovacija zračne luke je započela krajem 2004. a dovršena je u prosincu 2006. Cijeli projekt je financiran kreditima Narodne banke sv. Kristofora i Nevisa te iz Tajvana. Iznos kredita je iznosio 17 milijuna USD.
Renovacija je obuhvaćala proširenje zračne piste koja sada istovremeno može prihvatiti šest široko-trupnih zrakoplova. Osim njih, zračna luka cijelo vrijeme može prihvatiti i mlažnjake na linijama za SAD i Kanadu kao i druge putničke avione na regionalnim letovima na karipskom području.
Najveći zrakoplov koji trenutno koristi zračnu luku Robert L. Bradshaw je Boeing 777-200 British Airwaysa. Osim putničkih, zračna luka ima i kapacitete za prihvat privatnih poslovnih mlažnjaka te transportnih zrakoplova.
2008. godine je zračna luka imala godišnji promet od 299.706 putnika.

## Avio kompanije i destinacije
Zračnu luku Robert L. Bradshaw koriste sljedeće avio kompanije za civilni transport:
| Sveti Kristofor i Nevis Putnički transport | Sveti Kristofor i Nevis Putnički transport                             |
| Avio kompanija                             | Destinacija                                                            |
| ------------------------------------------ | ---------------------------------------------------------------------- |
| British Airways                            | Antigua, London                                                        |
| Air Canada                                 | Toronto (sezonski letovi)                                              |
| American Airlines                          | New York, Miami                                                        |
| American Eagle Airlines                    | San Juan                                                               |
| Delta Air Lines                            | Atlanta (sezonski letovi)                                              |
| LIAT                                       | Antigua, Angvila, Kingston, Nevis, Saint Thomas, Sint Maarten, Tortola |
| REDjet                                     | Barbados, Georgetown, Kingston, Port of Spain                          |
| US Airways                                 | Charlotte, Philadelphia (sezonski letovi)                              |

| Sveti Kristofor i Nevis Putnički transport (čarterski letovi) | Sveti Kristofor i Nevis Putnički transport (čarterski letovi) |
| Avio kompanija                                                | Destinacija                                                   |
| ------------------------------------------------------------- | ------------------------------------------------------------- |
| Anguilla Air Services                                         | Angvila, Nevis                                                |
| FlyMontserrat                                                 | Montserrat                                                    |
| St Barth Commuter                                             | Saint Barthélemy                                              |
| Trans Anguilla Airways                                        | Angvila                                                       |

| Sveti Kristofor i Nevis Teretni transport | Sveti Kristofor i Nevis Teretni transport |
| Avio kompanija                            |                                           |
| ----------------------------------------- | ----------------------------------------- |
| Amerijet International                    |                                           |
| Cielos Airlines                           |                                           |
| DHL                                       |                                           |
| Four Star Aviation                        |                                           |
| Mountain Air Cargo                        |                                           |
| Roblex Aviation                           |                                           |

## Zračne nesreće i incidenti
- 26. rujna 2009. je Boeing 777-236 British Airwaysa prilikom slijetanja sletion na pogrešnu pistu prilikom čega je pilot "izgubio" 695 m sletne staze (u usporedbi s "pravilnom" pistom). Nasreću, putnički zrakoplov se uspješno prizemljio bez poginulih i ozlijeđenih. Kasnije je Agencija za istraživanje zračnih nesreća izjavila da rukovodstvo zračne luke nije instaliralo potrebnu opremu kojom bi posada zrakoplova u zračnom prostoru mogla identificirati pistu. Zbog toga je pilot zamijenio pistu Bravo s pistom Alpha. Također, kontrola leta nije obavjestila pilotsku posadu da slijeću na pogrešnu pistu.[1]

## Vanjske poveznice
- Robert L. Bradshaw International Airport (en.Wiki)